# Ghislemar
Ghislemar, Gislemar, Giselmar ou Gistemar († 685) est un maire du palais de Neustrie de 684 à 685 sous Thierry III. Il était fils du maire de palais Waratto et d'Anseflède.

## Biographie
En 681 le maire du palais Ebroïn est assassiné par Ermenfred, un fonctionnaire du fisc, qui s'enfuit, emporte des biens et se réfugie à la cour de l'Austrasie. Les grands du royaume de Neustrie se réunissent et choisissent pour succéder à Ebroin son parent Waratto,  un seigneur de faible pouvoir, afin de garder leur indépendance. Il est cependant un important propriétaire foncier dans la région de Rouen. Normalement la loi franque prévoyait qu'il venge le meurtre de son prédécesseur, ce qui signifiait attaquer l'Austrasie, qui protégeait le meurtrier, mais Waratto préféra faire la paix avec l'Austrasie, gouvernée par le maire du palais Pépin de Herstal. La situation est assez délicate car les deux royaumes bien que gouvernés par deux maires du palais le plus souvent ennemis, avaient alors le même roi, Thierry III. La paix conclue ne plaît pas à tous les nobles, et une opposition se regroupe autour de Ghislemar, le fils de Warrato, qui renverse son père en 683. Giselmar attaque l'Austrasie et bat Pépin près de Namur en 684, mais il meurt peu après et Waratto redevient maire du palais,,.

« Devant la situation, les Francs tinrent conseil et établirent à sa place, à la mairie du palais, Waratto, un homme en vue. Pour cela, ledit Waratto reçut des otages du duc Pépin et la paix fut conclue de part et d'autre. Waradon avait un fils, nommé Gislemar, adroit et actif, habile dans le conseil, et qui gouvernait le palais à la place de son père ; par son extrême adresse et ses ruses, il parvint à supplanter son père dans sa propre charge. L’évêque saint Ouen lui faisait sur cette action de fréquents reproches, l’engageant à faire la paix et à réclamer le pardon de son père ; mais il n’y consentit pas et persista dans la dureté de son cœur. 

Il s’éleva entre Pépin et Gislemar bien des contestations et des guerres civiles. Gislemar ayant marché à Namur contre l’armée du duc Pépin, prêta un faux serment, et tua un grand nombre de nobles de cette armée. De là étant retourné chez lui, à cause de sa conduite envers son père et de ses autres méchancetés et fourberies, Gislemar, frappé du jugement de Dieu, comme il l’avait mérité, rendit son âme coupable. À sa mort, son père Waradon rentra dans son ancienne dignité. »

— Continuation de la Chronique de Frédégaire